# Lago Kurile
El lago Kuril (en ruso: Кури́льское о́зеро, Kurílskoye ózero y Keuay es un lago de cráter situado en una gran caldera al sur de la península de Kamchatka en Rusia.
Su superficie es de 77 km² con una profundidad media de 176 m, y una profundidad máxima de 306 m. Es una de las mayores zonas de desove conocidas del salmón rojo en Eurasia.

## Geología
Se trata de una caldera volcánica, la placa del Pacífico se subduce a un ritmo de 8 cm al año debajo de la placa de Ojotsk y de la placa de Eurasia, esta subducción es responsable tanto de la Trinchera Kamchatka-Kuril y del vulcanismo en Kamchatka, el lago Kuril está en la Zona Oriental de Kamchatka a 200 km de la Trinchera.

## Erupción
La erupción formadora de caldera del Lago Kuril también conocida como K.O ocurrió en el periodo comprendido entre los años 6460-6414 a. C.
La erupción comenzó con una explosión freática que generó depósitos de ceniza fina, con un espesor de 20 metros cerca del lago, esta fase de la erupción ocurrió a través del lago, también se depositó ignimbrita de color amarillo con un espesor de 50 metros llenando los barrancos que se encontraban cerca del lago, cuando el respiradero emergió del lago generando un cono que formó una columna eruptiva de 40 km de altura que depositó ceniza sobre todo el sur de Kamchatka,cuando el cono se ensanchó provocó el colapso de la columna eruptiva, en este punto se depositó la Ignimbrita del lago Kuril que cerca del lago alcanza un espesor de 150 metros, esta ignimbrita llenó valles, mesetas y crestas llegando al mar de Ojotsk cubriendo una superficie de 1800 km².
Las cenizas de la erupción se extendieron por un área de 2 000 000 km² encontrándose a grandes distancias de la caldera.
La erupción pudo alterar el clima global siendo catalogada como VEI 7 y produciendo 140-170 km³ de ignimbrita riolítica.
Actualmente, las mediciones por gravimetría indican que todavía hay una cámara de magma debajo del lago Kuril a una profundidad de 4 km de 10 km de anchura.